# Спрингфилд (Колорадо)
Спрингфилд (енгл. Springfield) град је у америчкој савезној држави Колорадо.

## Демографија
По попису из 2010. године број становника је 1.451, што је 111 (-7,1%) становника мање него 2000. године.
| Група             | 2000.         | 2010.         |
| Белци             | 1.440 (92,2%) | 1.260 (86,8%) |
| Афроамериканци    | 0 (0,0%)      | 16 (1,1%)     |
| Азијати           | 3 (0,2%)      | 2 (0,1%)      |
| Хиспаноамериканци | 91 (5,8%)     | 136 (9,4%)    |
| Укупно            | 1.562         | 1.451         |